# 梁朝宗
梁朝宗（1486年—？），字東之，號泉江，江西吉安府龍泉縣人，民籍，明朝政治人物。

## 生平
正德十一年（1516年）丙子科江西鄉試第八十七名舉人，十二年（1517年）中式丁丑科會試第六十六名，三甲第二十六名進士。兵部觀政，授常熟縣知縣，調西安縣知縣，致仕。

## 家族
曾祖梁用琦；祖父梁元闡；父梁莊，母章氏。具慶下。